# 元朝侯爵列表
元朝制度，郡侯为正三品，县侯为從三品。正从三品封赠父母、祖父母二代，爵郡侯、勋正三品上轻车都尉，从三品轻车都尉，母、妻封郡夫人。元代的侯爵多为追赠。下表列出元朝時期可考的侯爵。

## 郡侯
- 鮮卑仲吉，封开国侯
- 賈昔剌，赠闻喜郡侯
- 奥屯世英，1252年赠奉元郡侯
- 孛术鲁德，赠南阳郡侯
- 月合乃，1263年赠梁郡侯
- 张子良，1271年赠清河郡侯
- 张懋，1280年赠清河郡侯
- 張炤，1288年赠清河郡侯
- 王倚，1291年赠太原郡侯
- 孛蘭奚，赠范阳郡侯
- 隋世昌，赠定海郡侯
- 陳思濟，1301年赠颍川郡侯
- 趙與𤍟，1303年赠天水郡侯
- 周全，1305年赠汝南郡侯
- 李元礼，赠陇西郡侯
- 高灭里干，赠渤海郡侯
- 畅讷，1314年赠魏郡侯
- 刘天孚，1316年赠彭城郡侯
- 海寿，赠范阳郡侯
- 偰文質，赠云中郡侯
- 赵宏伟，1326年赠天水郡侯
- 赵思恭，赵宏伟子，赠天水郡侯
- 同恕，1331年赠京兆郡侯
- 卜天璋，1331年赠河南郡侯
- 刘德温，1333年赠彭城郡侯
- 阚文兴，1334年赠英毅侯
- 曹鉴，1335年赠谯郡侯
- 赵师鲁，1337年赠天水郡侯
- 赡思，1351年赠恒山郡侯
- 王伯颜，1352年赠太原郡侯
- 彭庭坚，1354年赠忠愍侯
- 陈君用，赠颍川郡侯
- 董昂霄，1358年赠陇西郡侯

## 县侯
- 張仁義，赠县侯
- 洪福源，1261年赠沈阳侯
- 忽都，赠渔阳县侯
- 拜降，1311年赠顺阳县侯

## 名号侯
- 至元四年（1267年），封昔木土泉为灵渊，其神为灵渊侯[2]
- 至元十四年（1277年），加封广惠安邱雹众灵沛侯，加封灵霈公[2]
- 真定滹沱河神，昭佑灵源侯，元顺帝至元元年（1335年）封[2]
- 郭璞，灵应侯，元顺帝至元三年（1337年）封[2]